# Catarina Resende
Catarina Resende (Ílhavo, Outubro de 1972) é uma jornalista e escritora portuguesa.
Licenciou-se em Ciências da Comunicação pela Universidade Nova de Lisboa e é assessora de comunicação do Centro Hospitalar Baixo Vouga, em Aveiro.
Trabalhou como jornalista em Bruxelas e em Lisboa, passando posteriormente para a assessoria de Imprensa. Presentemente é directora de comunicação numa instituição de saúde. Publicou os romances Do Lado Errado da Noite (2005), Amo-te de Morte (2006), Quase Feliz (2015) e Acima das nossas possibilidades (2017).
Nas eleições presidenciais portuguesas de 2016, foi a mandatária concelhia, em Ílhavo, da candidatura independente de Maria de Belém Roseira, que considerou como "a melhor posicionada para unir os portugueses, para fazer prevalecer o diálogo e o entendimento entre os vários agentes políticos e sociais e para dar voz – inspiradora e motivacional – a Portugal na Europa e no mundo”. Maria de Belém ficaria em 4.º lugar nas eleições, com 4,24% dos votos.